# Canta en Español (Adamo)
Canta en Español è un album discografico del 1966 di Adamo. Contiene versioni di brani già noti in francese registrati col testo in spagnolo.

## Tracce
1. En Bandolera (versione in spagnolo di "En Bandoulière") – 3:45
2. Mis Manos En Tu Cintura (Mes Mains Sur Tes Hanches) – 2:57
3. Quiero (J'aime) – 3:10
4. Mi Gran Noche (Tenez-vous Bien) – 3:00
5. Ella... (Elle...) – 3:00
6. Porque Yo Quiero (Car Je Veux) – 2:35
7. Tu Nombre (Ton Nom) – 2:35
8. Un Mechón De Cabello (Une Mèche De Cheveux) – 3:05
9. La Noche (La Nuit) – 3:15
10. Era Una Linda Flor (Elle Était Belle Pourtant) – 3:40
11. El Tiempo Se Detiene (Que Le Temps s'Arrête) – 2:55
12. Nada Que Hacer (On N'a Plus Le Droit) – 2:45